# Kovový vodík

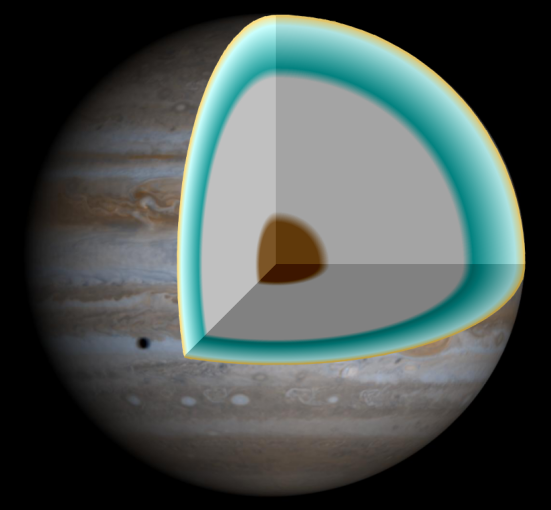
Plynní obři, jako např. Jupiter a Saturn mohou obsahovat velká množství kovového vodíku (znázorněn šedou) a kovového helia.

Kovový vodík je elektronově degenerovaný plyn tvořený vodíkem. Vzniká při vysokých tlacích a při hustotách okolo 5×103 g·cm−3, fázový přechod se nazývá elektronová degenerace. Ve sluneční soustavě se vyskytuje v nitru Jupiteru a Saturnu, může se vyskytovat i v hnědých trpaslících. Jakožto vodivá kapalina generuje magnetické pole Jupiteru a Saturnu. Jednotlivá atomová jádra vodíku jsou k sobě blíže než je Bohrův poloměr, takže dochází k vzájemnému průniku elektronových obalů. Tlak degenerovaného plynu je způsoben Pauliho vylučovacím principem a závisí pouze na hustotě, ale ne na teplotě. Je elektricky vodivý (odtud kovový) a obtížně stlačitelný, chováním připomíná kapalinu.